# Седлак, Никола
Никола Седлак (род. 13 декабря 1983, Суботица) — югославский и сербский шахматист, гроссмейстер (2003).
Чемпион Сербии 2010 года.
В составе сборной Югославии участник 37-й Олимпиады (2006) в Турине и 14-го командного чемпионата Европы (2003) в Пловдиве.
В составе сборной Сербии участник 3-х Олимпиад (2010—2014, на Олимпиаде 2014 года показал лучший результат на 4-й доске), а также 4-х командных чемпионатов Европы (2003, 2007—2009, 2015—2017; в 2009 выступал за вторую сборную).
В составе сборной города Нови-Сад участник 1-го командного чемпионата среди городов (2012) в Эль-Айне, где завоевал «бронзу» в командном зачёте.

## Изменения рейтинга
| Графики недоступны из-за технических проблем. См. информацию на Фабрикаторе и на mediawiki.org. |